# Mockingbird Lane
Mockingbird Lane è un film per la televisione statunitense del 2012 diretto da Bryan Singer e trasmesso sulla rete televisiva NBC.
È un remake della serie degli anni sessanta I mostri e vede protagonista la famiglia Munster, composta in prevalenza da esseri mostruosi. Originariamente concepito come pilota della serie televisiva omonima, che doveva essere programmata per la stagione televisiva 2012-2013, la NBC decise di sospendere la produzione e mandare in onda il solo episodio pilota come speciale per Halloween per poi eventualmente riprendere la produzione per la stagione successiva se avesse ottenuto un buon riscontro da parte del pubblico. Tale scelta derivò anche dal fatto che il suo ideatore Bryan Fuller era già impegnato a tempo pieno con un'altra serie, Hannibal. Nel dicembre 2012 il network statunitense decise di non produrre nuovi episodi, cancellando definitivamente la serie.

## Trama
La serie segue le vicende di una disfunzionale famiglia di mostri appena trasferitasi al 1313 di Mockingbird Lane. È composta da Sam Dracula, un antico vampiro che vive con la figlia Lily, anche lei vampiro, e il genero Herman Munster, quest'ultimo letteralmente costruito dal suocero che non riusciva a trovare un compagno ideale per la giovane e bella figlia. Sotto lo stesso tetto vivono anche il figlio licantropo di Lily e Herman, Eddie, e la loro nipote Marilyn, unico membro della famiglia a non avere caratteristiche "anormali".
Dopo un campeggio finito in tragedia, in cui Eddie si è trasformato in uomo lupo e ha assalito i suoi compagni boyscout, la famiglia decide di trasferirsi in una casa al 1313 di Mockingbird Lane, nella cittadina di Mockingbird Heights. Qui la famiglia conosce i vicini e deve risolvere i problemi del cuore malandato di Herman, di cui alla fine Sam Dracula trova un degno sostituto nel capo boyscout, Steve, segretamente innamorato anch'egli di Lily Munster. Dopo un invito a cena, Sam Dracula lo spinge nel proprio laboratorio, gli sottrae il cuore, trapiantandolo a Herman, e ne beve il sangue ringiovanendo.

## Personaggi e interpreti
- Sam Dracula, interpretato da Eddie Izzard.
Chiamato spesso "nonno", è il patriarca della famiglia, nonché potente e vecchio vampiro.
- Herman Munster, interpretato da Jerry O'Connell.
Sposato con Lily, è un padre e marito fedele. Ha caratteristiche simili a quelle del mostro di Frankenstein.
- Lily Munster, interpretata da Portia de Rossi.
Vampiro, moglie di Herman e madre di Eddie.
- Eddie Munster, interpretato da Mason Cook.
Licantropo, figlio di Lily e Herman.
- Marilyn Munster, interpretata da Charity Wakefield.
Nipote di Lily e Herman, è una l'unica "normale" della famiglia. Frequenta il college e vive con i Munster sin da piccola, dopo esser stata salvata dalla propria madre, che stava per divorarla dopo la nascita.
- Steve, interpretato da Cheyenne Jackson.
Capo boyscout di Eddie. Finisce per fare da donatore di cuore per Herman e di sangue per Sam Dracula.

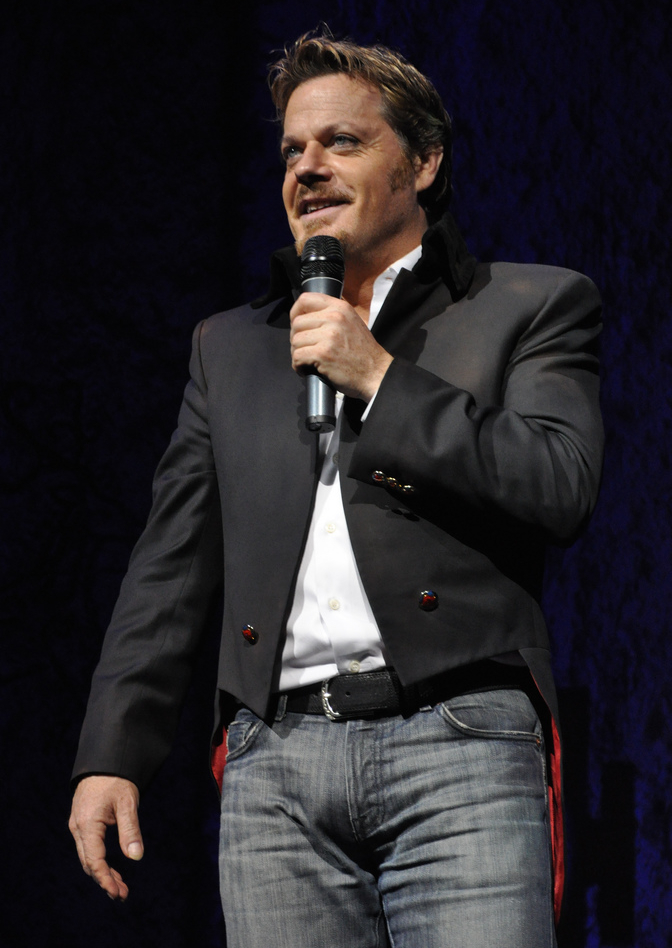
Eddie Izzard, interprete di Sam Dracula
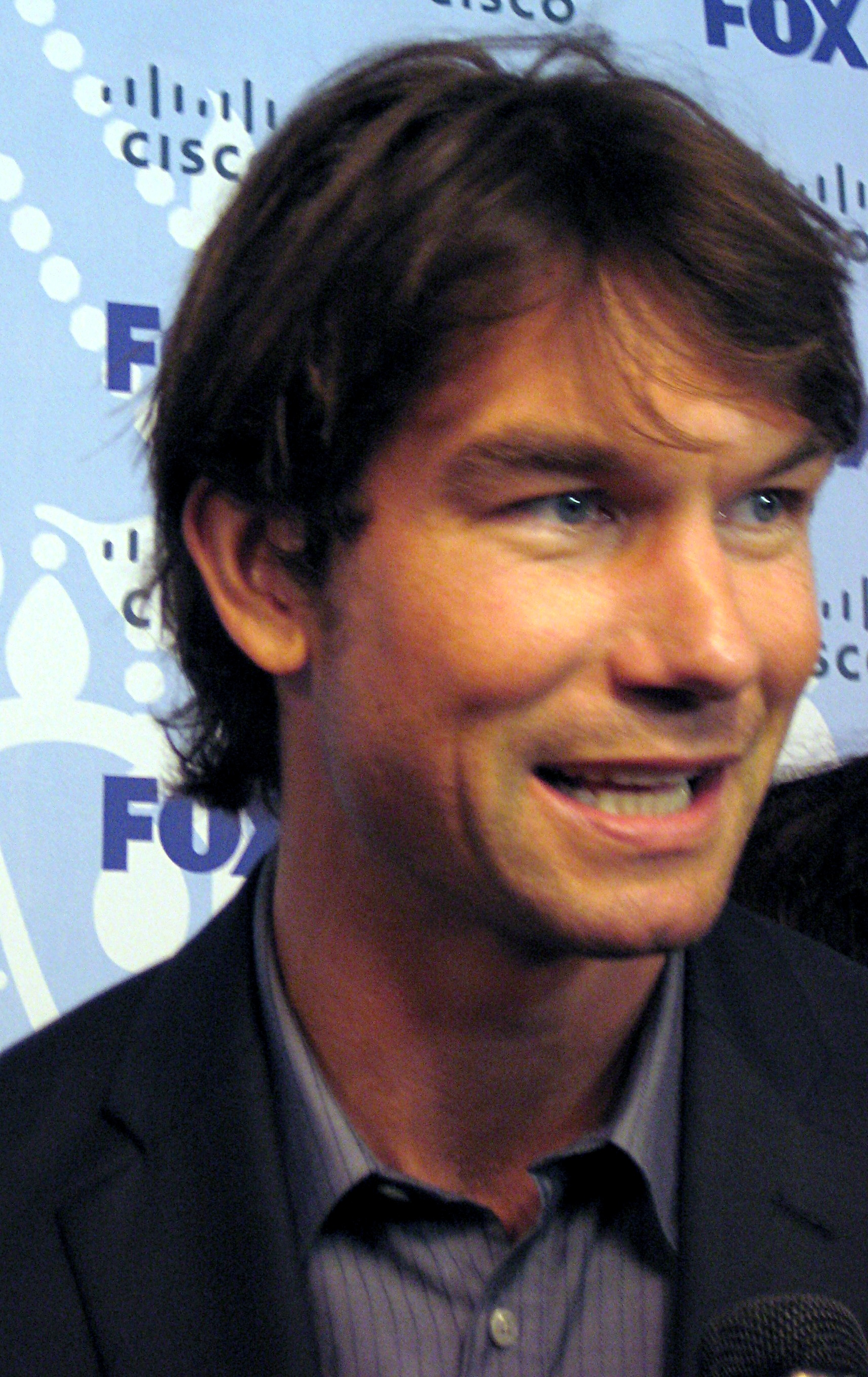
Jerry O'Connell, interprete di Herman Munster
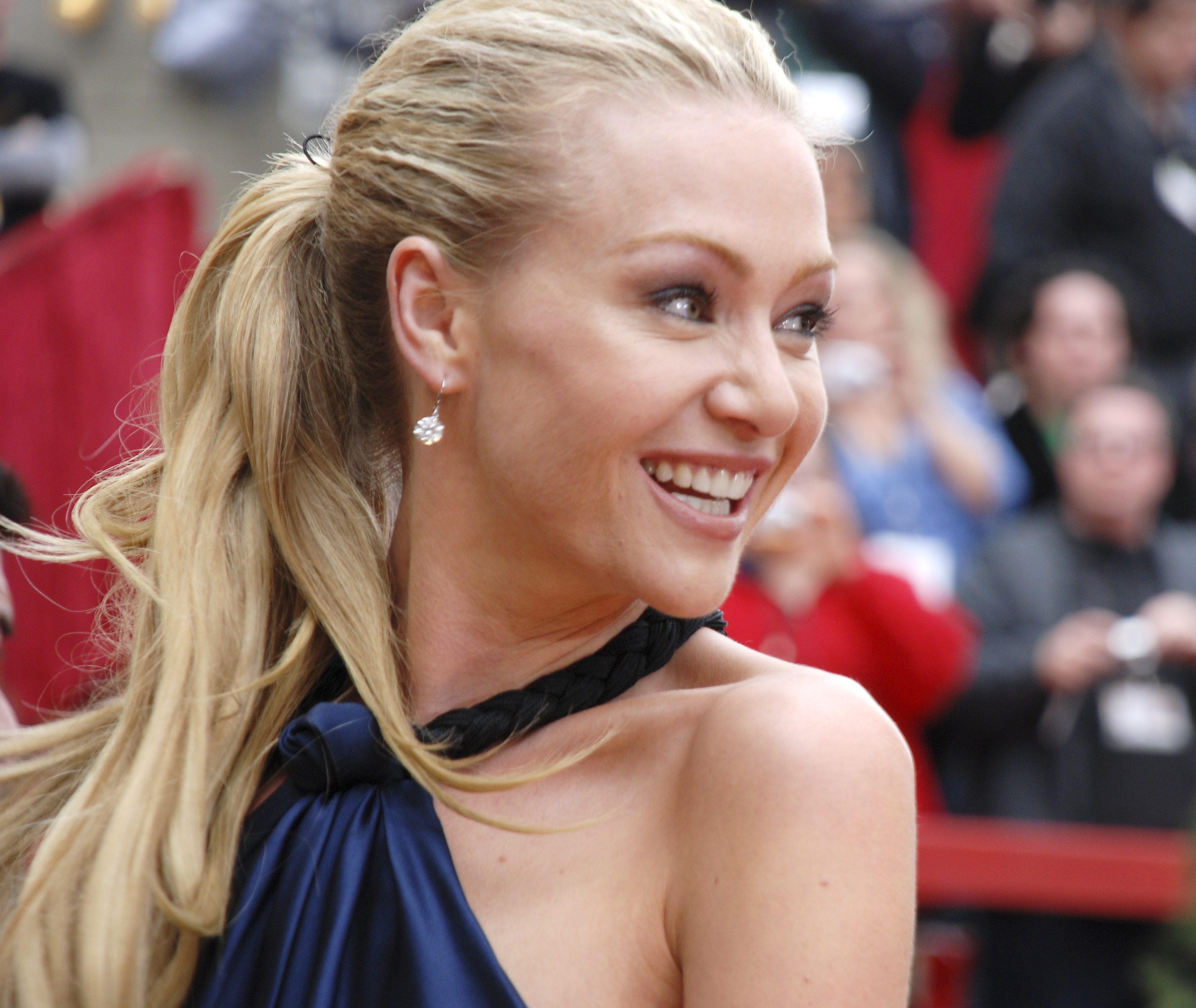
Portia de Rossi, interprete di Lily Munster
Mason Cook, interprete di Eddie Munster
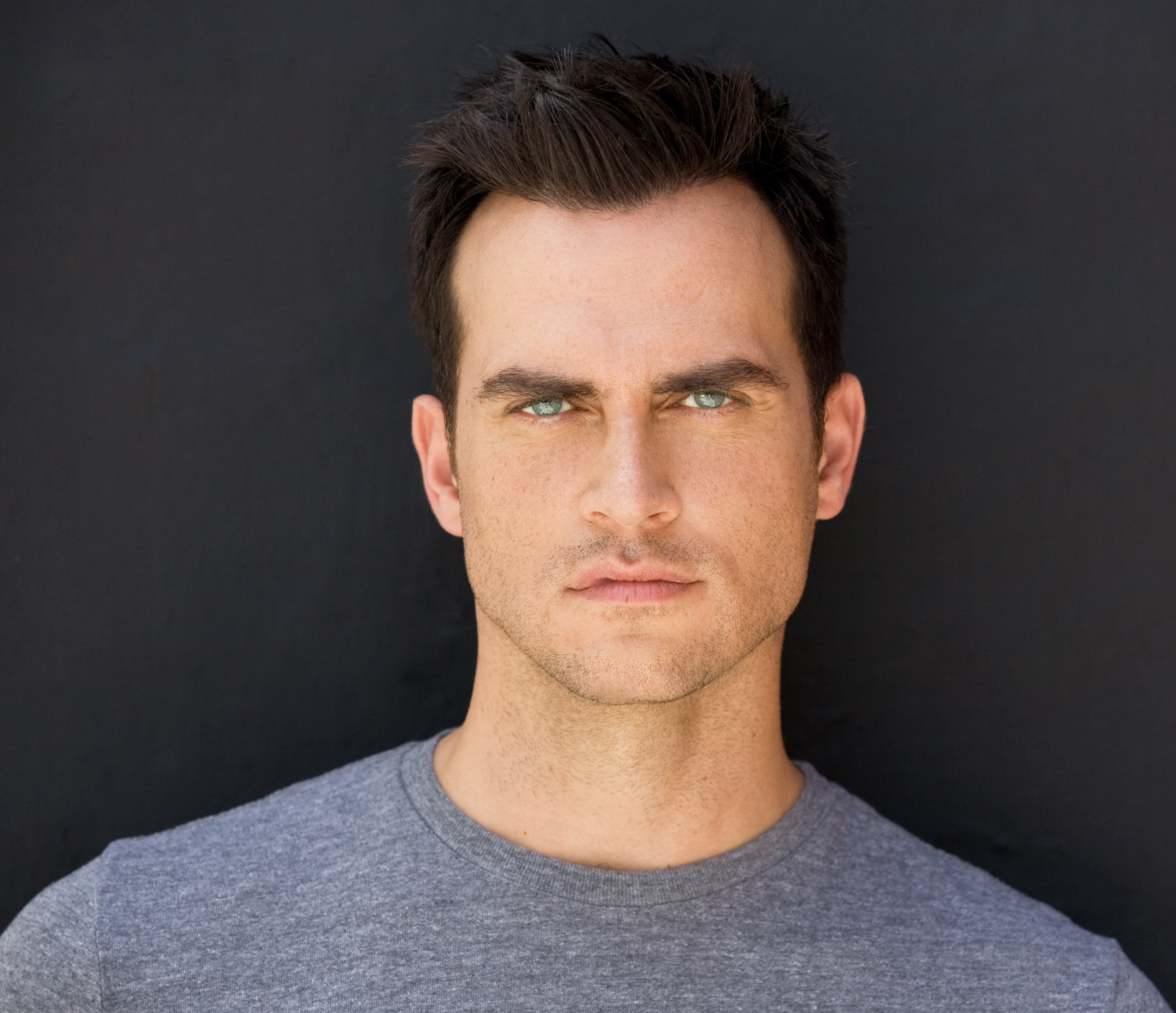
Cheyenne Jackson, interprete di Steve

## Produzione

### Concezione

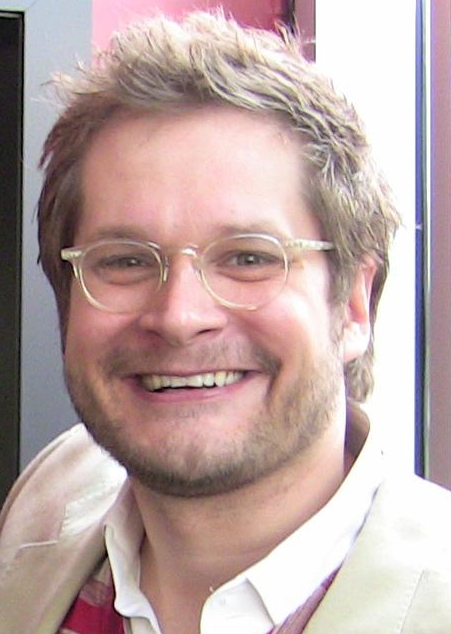
Bryan Fuller, ideatore e showrunner della serie

Bryan Fuller, già ideatore delle serie televisive Dead Like Me, Pushing Daisies e Wonderfalls, iniziò a scrivere una sceneggiatura per un potenziale remake della sitcom classica I mostri (The Munsters) nel settembre 2010, periodo in cui aveva già un contratto pluriennale con la NBC. I dirigenti del network, tuttavia, bocciarono la prima versione del progetto presentato da Fuller, chiedendogli una riscrittura; mentre la serie originale era una sitcom, la NBC decise di puntare su una serie drammatica, una versione più tagliente e oscura, anche se gli elementi umoristici sarebbero rimasti una componente importante dello show. Il 16 novembre 2011, dopo aver visionato la nuova versione della sceneggiatura di Fuller, che nel frattempo aveva iniziato a lavorare anche alla nuova serie Hannibal, la NBC approvò la produzione di un episodio pilota.
Il 29 novembre 2011 Bryan Singer, già regista di X-Men e Superman Returns, venne ingaggiato per dirigere il pilot e affiancare Fuller nelle vesti di produttore esecutivo. Nel mese di febbraio 2012 venne annunciato il titolo ufficiale della serie, Mockingbird Lane, che richiama l'indirizzo della famiglia protagonista della serie: 1313 Mockingbird Lane; la scelta di usare un titolo diverso da quello della serie originale fu legata all'intenzione di far capire al pubblico che non si tratta di un semplice rifacimento, ma la nuova serie segue uno stile differente da quello di The Munsters.
In occasione del Comic-Con del 2012, Bryan Fuller paragonò Mockingbird Lane ad una versione più macabra di Pushing Daisies e descrisse l'aspetto della serie come quello che avrebbe un film di Harry Potter se fosse diretto da Alfred Hitchcock. Fuller rivelò di aver tratto l'ispirazione a scrivere un remake della serie degli anni '60 da un'esposizione di disegni di Tim Burton, in cui erano presenti rappresentazioni di famiglie di mostri, e spiegò che nel corso degli episodi sarebbero apparsi mostri di film classici della Universal Pictures, come Il mostro della laguna nera e L'uomo invisibile, omaggiando così le produzioni cinematografiche realizzate negli stessi studi utilizzati per la serie. Rispetto alla serie originale, una sitcom, viene dato più spazio al lato macabro, mentre la comicità si riduce ad una sorta di umorismo nero; nella serie classica i protagonisti era mostri fuori ma non dentro, mentre in Mockingbird Lane sono mostri sia dentro che fuori. Tuttavia, secondo le intenzioni degli autori, mantengono comunque un aspetto caratteriale umano, in modo che alcune dinamiche che sorgono tra i personaggi possano essere utilizzate dagli spettatori come metafore per le relazioni della vita reale.

### Casting
Il 20 marzo 2012 Eddie Izzard fu il primo attore ad entrare nel cast, per interpretare il "nonno", Sam Dracula; mentre il 30 marzo Charity Wakefield fu ingaggiata per il ruolo di Marilyn Munster. Il 23 maggio Mason Cook si unì al cast per il ruolo di Eddie Munster, unico figlio di Lily e Herman. Nel corso del mese di giugno vennero invece ingaggiati Jerry O'Connell, per il ruolo di Herman Munster; e Portia de Rossi, per il ruolo di Lily Munster, che precedentemente era stato affidato a Mariana Klaveno.
Inoltre, per il ruolo di personaggi secondari vennero ingaggiati Cheyenne Jackson, interprete del capo-boyscout di Eddie, e Beth Grant, interprete di una dei vicini dei Munster, Marianne Marie Beattle. Tra le guest star appare anche Butch Patrick, interprete di Eddie Munster nella serie originale.

### Costumi
Il costumista di Mockingbird Lane è Robert Blackman, che aveva già lavorato in Pushing Daisies e Star Trek: The Next Generation, vincendo tre Premi Emmy. Bryan Fuller spiegò che i costumi sono influenzati dallo stile di Alexander McQueen, in particolare dal suo uso di tessuti a tema animalistico.

### Scenografia
La scenografia fu curata da Michael Wylie, già vincitore di un premio Emmy per Pushing Daisies. L'illustratore John Gallagher, in merito ai colori e all'estetica, spiegò che erano state usate tonalità desaturate, velatamente fredde, intervallate da colorazioni più calde e vivaci. L'ambientazione in cui vivono i personaggi è tetra, quindi anche la rappresentazione visiva necessitava di andare in tale direzione, facendo poco uso di colori accesi e penetranti.
L'abitazione dei protagonisti, risultato anche di un'estensione virtuale, è rappresentata da un edificio costruito presso gli Universal Studios, in cui si possono notare rivestimenti smerlati, ringhiere in ferro battuto, decorazioni con motivi a rombi e modanature piastrellate, combinati per dare un aspetto Neo-Vittoriano; in particolare, vennero usati dettagli che ricordano lo stile Queen Anne Style, come quelli della Carson Mansion di Eureka, in California. L'atrio prende in prestito elementi anche dal grande scalone del Titanic, mentre nella cantina si può notare l'applicazione di una volta a botte con piastrelle lucide meticolosamente applicate per generare un suggestivo effetto chiaroscuro. La casa, molto più grande rispetto a quella della serie originale, nel complesso si presenta come un palazzo regale ma ottenebrato, non come quello di una casa infestata ma comunque con un'imponenza minacciosa.

### Effetti speciali e visivi
Nella serie si fa un largo uso di effetti speciali e visivi. L'animale domestico dei protagonisti, Spot, è completamente realizzato in CGI; inoltre, gli effetti visivi furono utilizzati per definire vari aspetti della casa della famiglia Munster, comprese le sue dimensioni, e alcuni dettagli dei protagonisti, come nel caso dei ragni che tessono il vestito di Lily. In generale, l'aspetto "mostruoso" sia dei personaggi principali che di vari mostri occasionali è affidato principalmente alla fase di make-up, che include, quando necessario, l'applicazione di una grande quantità di trucco prostetico.
Spot, il cui aspetto ricorda quello di un Triceratopo, venne sviluppato da un disegno di Jonathan Wayshak; l'illustratore spiegò che l'intento era quello di renderlo feroce ma carino allo stesso tempo, grazioso come una sorta di gatto sputa-fuoco.

### Riprese
Le riprese del pilot si svolsero tra i mesi giugno e luglio 2012 presso gli Universal Studios di Los Angeles.

## Colonna sonora
Anche il compositore della colonna sonora, Jim Dooley, aveva già lavorato con Bryan Fuller in Pushing Daisies, vincendo anch'egli un Emmy. Fuller spiegò che le musiche erano state composte basandosi sui pezzi della serie originale, ma seguendo uno stile differente, in quanto in Mochingbird Lane l'aspetto commedia è completamente ridimensionato. La serie originale era infatti una sitcom, mentre il remake è una dark comedy. Inoltre, vi era la necessità di differenziarsi anche dallo stile utilizzato in Pushing Daisies, in quanto Mockingbird Lane è una serie più tetra.

## Promozione
Il 12 aprile 2012 venne diffusa la prima immagine dell'abitazione della famiglia protagonista della serie, mentre le prime foto promozionali di membri del cast sul set vennero distribuite a partire dal successivo 13 giugno, giorno in cui fu diffusa un'immagine del personaggio interpretato da Charity Wakefield. Il 14 luglio 2012 la serie venne presentata al pubblico del San Diego Comic-Con International, occasione in cui fu mostrato il primo poster ufficiale e venne proiettato un filmato di circa quattro minuti dell'episodio pilota, le cui riprese erano terminate pochi giorni prima. Il 12 ottobre 2012 venne invece distribuito il primo trailer.

## Distribuzione
Inizialmente il debutto della serie era stato previsto per l'inizio del 2013, tuttavia i dirigenti della NBC, visti gli alti costi di produzione, prima di ordinare nuovi episodi dopo il pilota, decisero di mandare in onda il solo episodio prodotto il 26 ottobre 2012 come film TV speciale per Halloween, in modo da avere un riscontro sull'interesse del pubblico verso il nuovo progetto di Fuller- Il pilota aveva infatti avuto un costo stimato di circa 10 milioni di dollari, quindi la NBC voleva assicurarsi di non ripetere l'esperienza di Pushing Daisies, acclamata dalla critica ma rivolta solo ad un pubblico di nicchia- La scelta di fermare la produzione dopo il pilota dipese anche da Bryan Fuller, già impegnato a tempo pieno nella produzione di Hannibal fino alla primavera successiva. Se il pilot avesse ricevuto buoni riscontri di pubblico la produzione sarebbe quindi ricominciata nell'estate successiva, per un eventuale debutto televisivo dei nuovi episodi nell'autunno 2013. Tuttavia, il 27 dicembre 2012, la NBC comunicò la decisione di non produrre nuovi episodi, cancellando ufficialmente la serie televisiva.

## Accoglienza
La première dell'episodio pilota fu seguita da una media di 5,4 milioni di spettatori, pari ad un rating dell'1,5% nella fascia di riferimento 18-49 anni. Tale percentuale, pur non particolarmente elevata, nella fascia oraria in cui è andato in onda il pilot non veniva raggiunta da un programma non sportivo della NBC da due anni.

## Riconoscimenti
- Art Directors Guild Award
  - 2013 - Candidatura al miglior film o miniserie TV[29]
- Saturn Award
  - 2013 - Candidatura allka miglior rappresentazione televisiva[30]
- Visual Effects Society Award
  - 2013 - Candidatura ai migliori effetti visivi per un programma televisivo[31]